# Dischidia purpurea
Dischidia purpurea är en oleanderväxtart som beskrevs av Elmer Drew Merrill. Dischidia purpurea ingår i släktet Dischidia och familjen oleanderväxter. Inga underarter finns listade i Catalogue of Life.